# Французская рабочая партия
Французская рабочая партия (фр. Parti ouvrier français, POF), первоначально — Рабочая партия фр. Parti ouvrier, PO — французская социалистическая политическая партия времён Третьей республики, первая марксистская партия во Франции, существовавшая с 1882 по 1902 год.
Революционная партия, ставившая своей целью ликвидацию капитализма и построение социалистического и коммунистического общества.

## История

### Образование
20–31 октября 1879 года в Марселе состоялся 3-й Социалистический рабочий конгресс с участием радикальных республиканцев, мутуалистов, анархистов и социалистов различных убеждений. Большинство на Марсельском конгрессе получила марксистская группа коллективистов во главе с Жюлем Гедом (генеральный секретарь с ноября 1880 года). По итогам конгресса была создана Федерация социалистической рабочей партии Франции (FPTSF). 
На последовавшем Гаврском конгрессе 1880 года была принята явно коллективистская, проникнутая марксистскими идеями программа партии, вводную часть которой написал Карл Маркс. Она требовала «коллективного присвоения» и «возвращения обществу всех средств производства» (хотя под влиянием Малона остался тезис, что орудия труда переходят в собственность общин, а не общества в целом)
Это была первая попытка объединить различные французские социалистические течения. Усилия по объединению социалистов провалилась, вместо этого отразив процессы размежевания в левом движении страны. В ближайшие три года партию покинули представители всех течений (бланкисты, лассальянцы, кооператоры, анархисты, включая бакунистов и прудонистов), кроме гедистов-марксистов и поссибилистов. Потерпев поражение в ходе электоральной кампании 1881 года, партия раскололась и по этой линии, причём первые оказались в меньшинстве. 
В 1882 году после Конгресса рабочих в Сент-Этьен FPTSF разделилась на поссибилистов, социалистов-реформистов, отказавшихся от мотивировочной части Гаврской программы и образовавших Революционную социалистическую рабочую партию (вскоре переименованную в Федерацию социалистических рабочих), и марксистов-гедистов, 23 делегата которых покинули съезд. Они собрались в Роане в сентябре 1882 года и создали Рабочую партию (РО). Возглавили новую партию журналист Жюль Гед и экономист Поль Лафарг, зять Карла Маркса. 

### Успехи и противоречия
Размежевавшись с реформистами, Рабочая партия однозначно встала на революционно-марксистские позиции (по программе 1883 года) и поставила своей целью укрепление влияния на рабочий класс, опираясь прежде всего на индустриальные регионы (особенно департамент Нор). Она участвовала в деятельности Второго интернационала, критиковала политику колониальных захватов, поддерживала стачечное движение и до середины 1890-х пользовалась известным влиянием в профсоюзах. 
В 1888 году, столкнувшись с буланжизмом, гедисты заняли позицию нейтралитета, оставшись в стороне от авантюры генерала Буланже, но рассматривая антибуланжистскую позицию многих левых как предательство социализма. Гедисты отвергали одновременно и буланжизм, и породившую его буржуазную республику, видя в Буланже не опасность, а скорее возможность дестабилизировать режим и захватить власть.
Постепенно в нескольких городах Франции появляются отделения партии гедистов, а в 1888 году она добивается первых успехов на выборах. 2 мая Рабочая партия побеждает на муниципальных выборах в Нарбоне и Сент-Этьене. В 1892 году гедисты выигрывают муниципальные выборы в нескольких городах (Нарбоне, Рубе, Монлюсоне, Коммантри, и других), а на парламентских выборах 1893 года сразу пять её членов были избраны депутатами: Жюль Гед в Норе, Антид Бойе в Буш-дю-Роне, Рене Шовен в департаменте Сены, Антуан Журд в Жиронде и Шарль Соване в Алье. Всего тогда прошло порядка полусотни социалистов. 
В 1893 году Рабочая партия становится Французской рабочей партией. В её деятельности наростало количество спорных моментов. Так, она уделяла большое внимание земельному вопросу и привлечению крестьянства на свою сторону, однако Фридрих Энгельс критиковал те формулировки её аграрной программы, принятой Нантским конгрессом 1894 года, которые читались как стремление увековечить мелкую крестьянскую собственность (сочетаясь с марксистскими принципами экспроприации крупных землевладельцев и установления коллективной крестьянской собственности на землю). Настаивая на руководящей роли пролетарской партии в профсоюзах, лидеры POF на практике не проявляли необходимой гибкости и стремились к простому подчинению синдикатов партии, что оттолкнуло от неё значительную часть рабочих и профсоюзного актива. 
Гед, являясь членом Палаты депутатов, сотрудничал с другими социалистами, включая самого видного из них, Жана Жореса, однако затем резко разошёлся с тем, отказавшись выступить в защиту несправедливо осуждённого Альфреда Дрейфуса. Во время политического кризиса, вызванного делом Дрейфуса, многие сторонники партии были готовы встать на сторону дрейфусаров, но затем Гед и некоторые другие лидеры партии повели линию уклонения от борьбы как якобы чуждой интересам пролетариата.
Отчасти и по этой причине во время выборов 1898 года Жюль Гед потерпел поражение в Норе, а Шовен в департаменте Сены. Но Бойе, Журд и Соване смогли переизбраться. Помимо них ещё 10 человек от Рабочей партии, в том числе адвокат и историк Александр Зеваэс, стали парламентариями. Всего в том году было избрано 40 депутатов от социалистов всех направлений (поссибилисты, гедисты, бланкисты и аллеманисты). Электоральные успехи заставили некоторых социалистов, в том числе и среди членов партии (в частности Геда), забыть о революции и придти к выводу, что социализма можно добиться путём выборов (см. банкет и программу в Сен-Манде 30 мая 1896 года).

### От размежеваний к объединению
В 1899 году кризис внутри французского социалистического движения, вызванный участием Александра Мильерана в правительстве Вальдека-Руссо, подтолкнул Французскую рабочую партию к возвращению к своей революционной доктринальной чистоте (манифест лета 1899 года). Однако большинство депутатов не согласились этим, после чего были исключены или сами покинули партию. Клод Виллар оценивает это число в пять человек, оставшихся в 1900 году, двое из которых «показывают признаки заброшенности». По мнению большинства историков, партия тогда утратила своё влияние. Таким образом, во время выборов 1902 года гедисты, хотя и смогли получить 12 мест в Палате депутатов, но на национальном уровне набрали только две трети от суммы голосов, полученных на выборах 1898 года.
К тому же, «казус Мильерана» — первого социалиста, вошедшего в буржуазное правительство — вызвал резкие споры как раз на фоне объединительных процессов (ранее в том же 1899 году POF вошла в Генеральный комитет по подготовке объединения всех французских социалистических партий). Борьба против мильеранизма стала важным эпизодом в истории Рабочей партии, поспособствовав её сближению с другими его критиками и размежеванию с реформистскими группировками. Поэтому уже в следующем году POF вышла из Генерального комитета. Совместно с бланкистами и другими антимильеранистскими элементами она создала в 1901 году Революционный социалистический союз. 
На основе последнего Французская рабочая партия в 1902 году объединилась с Революционной социалистической партией (бланкистами) и Революционно-коммунистическим альянсом (экс-аллеманистами), образовав Социалистическую партию Франции.
В 1905 году Социалистическая партия Франции в соответствии с решением прошедшего в 1904 году Амстердамского конгресса Второго интернационала объединилась с более умеренной Французской социалистической партией Жана Жореса, образовав Французскую секцию Рабочего интернационала (СФИО), которая около 50 лет была ведущей социалистической партией Франции.